# Gold Coast Blaze
Los Gold Coast Blaze son un equipo de baloncesto australiano con sede en la ciudad de Gold Coast, en  la región de Queensland, que compite en la NBL, la principal categoría del baloncesto oceánico. Disputa sus partidos en el Gold Coast Convention and Exhibition Centre, con capacidad para 5269 espectadores.

## Historia
Los Blaze debutaron en la Liga Australiana en 2007, siendo el último equipo en incorporarse a la liga. No tienen nada que ver con la anterior franquicia de la ciudad, los Gold Coast Rollers, que compitieron entre 1990 y 1996. En su primera participación el la liga acabaron en la octava posición de la temporada regular, entrando en los play-offs, donde cayeron derrotados en primera ronda por los Townsville Crocodiles.
Sin embargo, al año siguiente acabarían en la última posición de la liga, ganando sólo 8 partidos de la fase regular.